# Adrian Smith
Adrian Frederick „H“ Smith (* 27. února 1957 Hackney, Východní Londýn, Anglie) je britský hudebník, nejznámější jako jeden z kytaristů britské heavymetalové skupiny Iron Maiden.
Smith vyrůstal v Londýně, o rockovou hudbu se začal zajímat v patnácti letech. Spřátelil se s dalším budoucím kytaristou Iron Maiden, Davem Murrayem, který ho také přivedl k hraní na kytaru. V šestnácti letech s ním založil kapelu s názvem Urchin, kterou vedl až do rozpadu v roce 1980. V listopadu toho roku se stal členem Iron Maiden, na pozici kytaristy nahradil Dennise Strattona. Dave Murray opustil Urchin již dříve; stejně jako Smith proto, aby se mohl stát členem Iron Maiden.
Má také vedlejší projekty jako Primal Rock Rebellion a Smith/Kotzen.
Jako dítě byl nadšeným fanouškem Manchester United FC, se začátkem hudební kariéry však o fotbal ztratil zájem.

## Životopis

### Mládí
Smith se narodil v Hackney v Londýně. Své první album, Machine Head od Deep Purple, si koupil v patnácti letech. Po dokončení školy založil skupinu Evil Ways, později známou jako Urchin, ve které hrál na kytaru jeho přítel Dave Murray. Smith začal psát své první písně, mimo jiné „22 Acacia Avenue“, která později vyšla na albu Iron Maiden, The Number of the Beast.

### Kariéra
Po odchodu z Urchin a úspěšném konkurzu se Smith stal členem skupiny Iron Maiden. Naživo s kapelou poprvé hrál v německé televizní show, brzy poté se s nimi vydal na turné po Spojeném království a podílel se na nahrávání alba Killers v roce 1981. První jím napsané písně se objevily na albu The Number of the Beast, kde byl spoluautorem písní „Gangland“ a „The Prisoner“, dále připojil již dříve napsanou „22 Acacia Avenue“. Od dalšího alba, Piece of Mind, začal na skladbách spolupracovat s Brucem Dickinsonem.
Adrian Smith a Dave Murray nadále hráli jako dva hlavní kytaristé a vytvořili, dle slov Allmusic, „nejimpozantnější dvojitý kytarový útok, vedle dua Glenn Tipton – K. K. Downing“. Spolu se Stevem Harrisem zajišťuje Smith také doprovodné vokály; v písni „Reach Out“ na B-straně singlu „Wasted Years“ byl výjimečně i hlavní zpěvák, zatímco Dickinson zaujal pozici doprovodného.
V roce 1989, kdy si Iron Maiden dávali kratší pauzu, vydal Smith sólové LP se skupinou ASAP (Adrian Smith And Project) s názvem Silver and Gold. I přes doprovodné propagační turné bylo album velký komerční neúspěch. Co se týče Iron Maiden, Smith si již nepřipadal po tvůrčí stránce schopen přispět, navíc byl nespokojený se směrem, kterým se ubírala produkce nového alba No Prayer for the Dying. (Po experimentálních albech Somewhere in Time a Seventh Son of a Seventh Son Steve Harris prohlásil, že by se skupina měla držet více při zemi, což Smith považoval za krok zpět.) V roce 1990 tedy skupinu opustil, nahradil ho Janick Gers. Na albu No Prayer for the Dying vyšla poslední Smithova skladba, „Hooks in You“.
Po odchodu Smith založil rodinu se svou ženou Nathalie. Ke hraní se vrátil až v roce 1992, kdy hrál s Iron Maiden živě skladbu „Running Free“. Tentýž rok slyšel poprvé skupinu King's X a rozhodl se založit podobnou s názvem The Untouchables, později Psycho Motel. Skupina nahrála dvě alba, State of Mind v roce 1996 a Welcome to the World v roce 1997; také hrála spolu s Iron Maiden na britské části turné The X Factour. Poté však kapela přerušila činnost, protože Smith spolupracoval s Dickinsonem na jeho sólovém albu s názvem Accident of Birth. Později se stal plnohodnotným členem jeho projektu, vydal se s ním na dvě světová turné a v roce 1998 se podílel na dalším albu, The Chemical Wedding.
V roce 1999 se Smith znovu stal členem Iron Maiden. Dickinson, který se vrátil s ním, dodal: „Když v roce 1990 odešel, všechny trochu překvapilo, jak moc jim, a hlavně našim fanouškům, chyběl. Kdyby se nerozhodl vrátit, nevrátil bych se ani já. Podle mě by Iron Maiden bez něj prostě nebyli kompletní, a teď je skvělé, že máme tři kytaristy.“ Kapela se vydala na krátké turné a v roce 2000 vydala první album této nové sestavy, Brave New World.
Sestava zůstala nezměněná a vydala další studiová alba – Dance of Death (2003), A Matter of Life and Death (2006), The Final Frontier (2010), The Book of Souls (2015) a Senjutsu (2021). Smith uvedl, že během pauzy se v hraní na kytaru výrazně zlepšil, zejména když spolupracoval s kytaristou Royem Z. Ačkoli dříve tvořil spíše kratší, více „komerční“ písně, od návratu složil několik dlouhých skladeb, např. „Paschendale“ z Dance of Death.

## Osobní život
Adrian se v říjnu 1988 oženil s Nathalii Dufresne a mají spolu tři děti.
Adrian žije s manželkou v Kalifornii v Malibu.
Ve volném čase rád chytá ryby nebo hraje tenis i během turné s Iron Maiden hraje tenis se svou manželkou nebo rybaří, když je skupina zrovna v přímořském státě.

## Nástroje a aparatura
- Jackson signature Adrian Smith
- Gibson Les Paul Gold Top,
- Gibson SG,
- Marshall JMP 1,
- Marshall 9200,
- Marshall 1960 AV-BV,
- Lexicon MX 200,
- Ernie Ball String 009-042,
- Rack Wah Pedal Dunlop